# Fenim

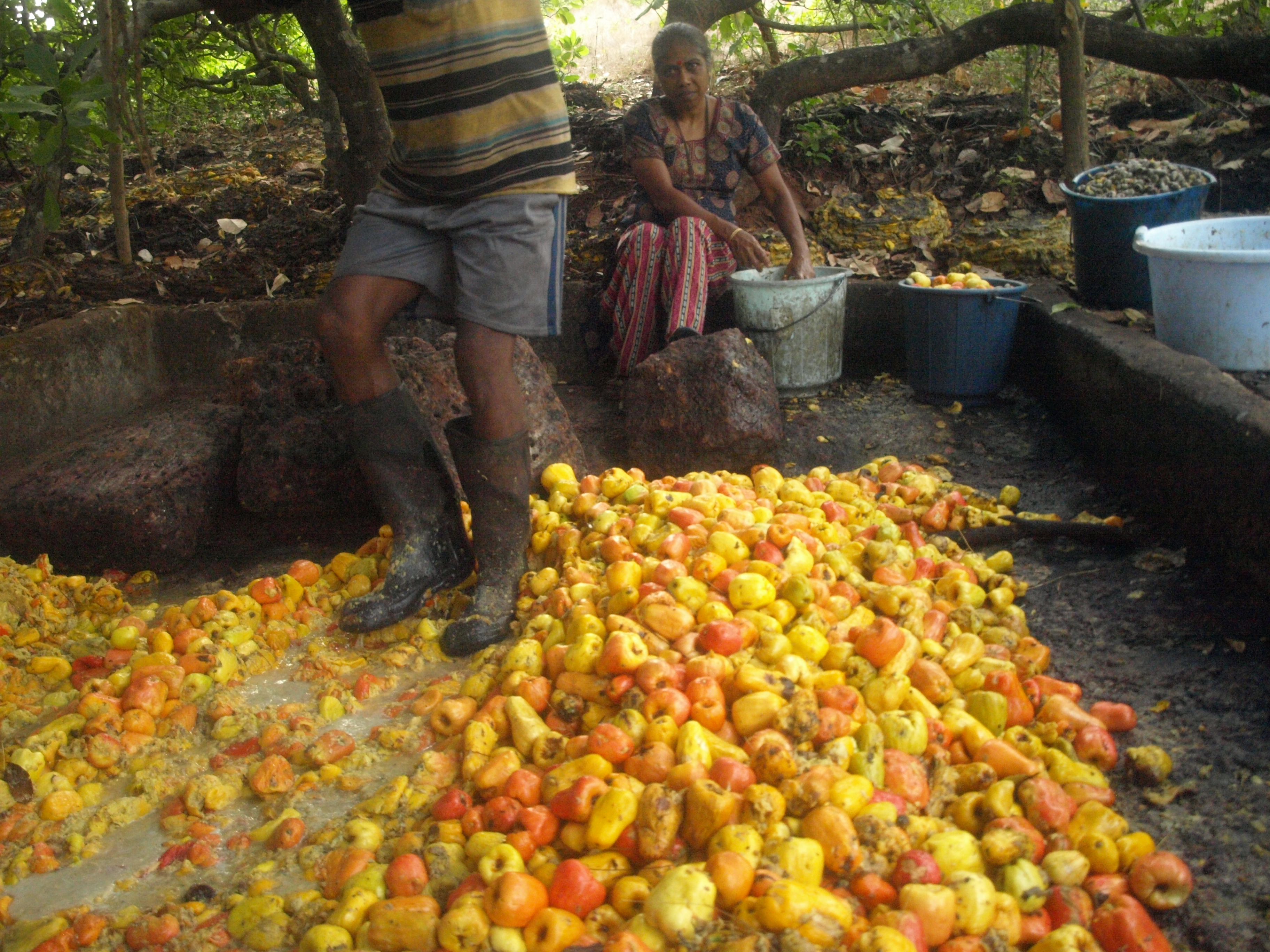
Maçãs de caju são pisadas para preparar fenim de caju

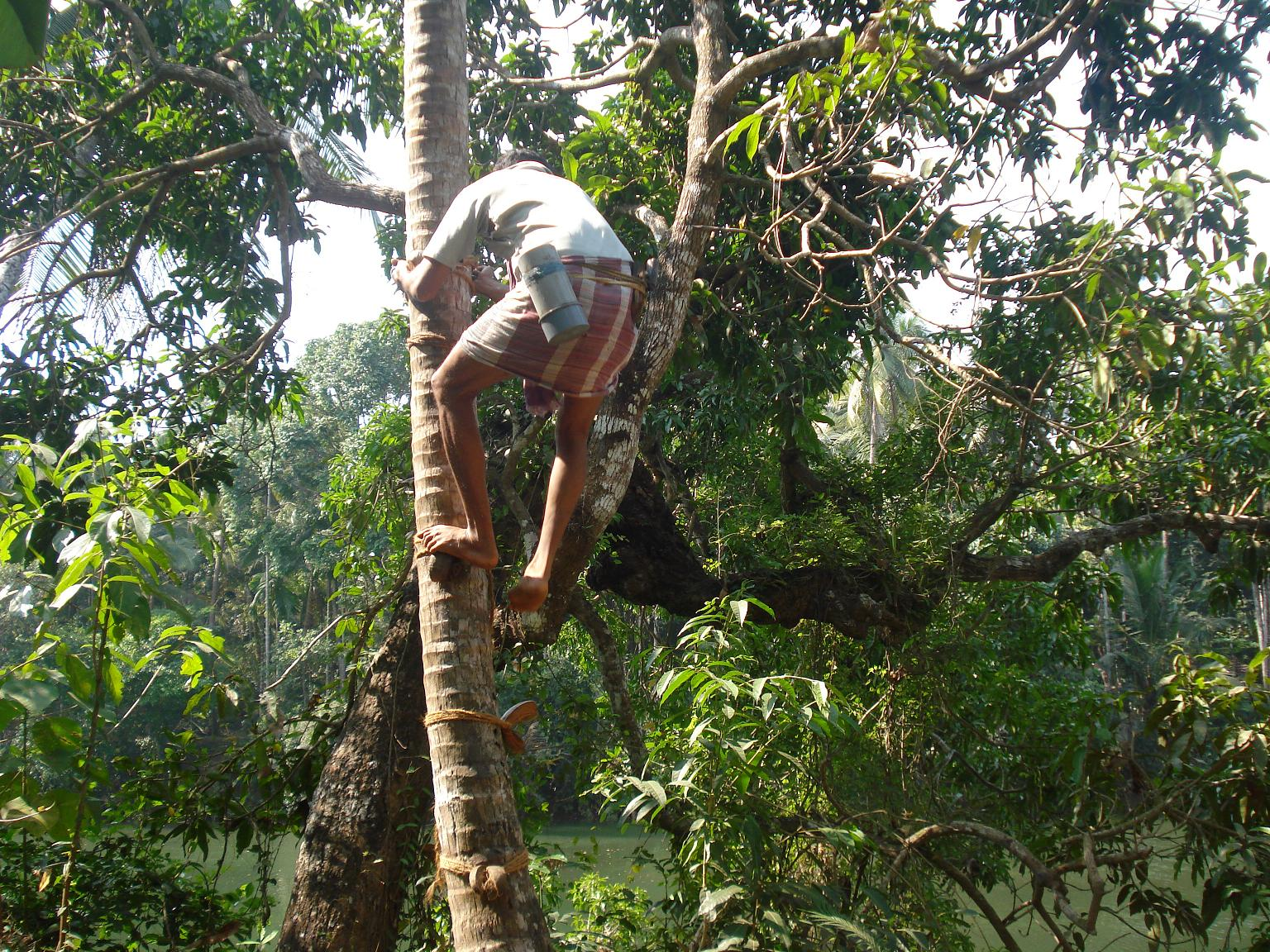
Seringueiro de toddy (seiva de coqueiro), usada para produzir fenim de coco

Fenim é uma aguardente produzida em Goa, Índia, onde também é chamada feni (do concani phení) ou fenny. Há fenim de dois tipos: de caju e de coco.
Está classificado como uma "aguardente regional" (em inglês: country liquor), pelo que na Índia a sua venda não é autorizada fora do estado de Goa. O termo deriva do sânscrito phena ("espuma"), que pensa dever-se às bolhas que formam uma espuma clara quando o se agita o fenim numa garrafa ou se despeja num copo. É geralmente aceite que o fenim de coco é mais antigo do que o fenim de caju. Os coqueiros abundam na costa da Índia Ocidental, enquanto que o cajueiro foi levado do Brasil para a Índia pelos portugueses. Não há certezas sobre quem e onde começou a destilar os sumos fermentados para produzir fenim.
O fenim consumido no sul de Goa é geralmente de teor alcoólico mais elevado (43–45%) do que o fenim produzido no norte. O fenim comercializado em garrafas tem geralmente 42,8% de álcool. O fenim de caju foi classificado como uma indicação geográfica em 2009, descrito como uma especialidade de Goa e uma bebida alcoólica originalmente incolor que quando é envelhecida em barris de madeira adquire uma tonalidade castanha. A classificação do fenim de coco não foi pedida.

## Fabrico

### Fenim de caju

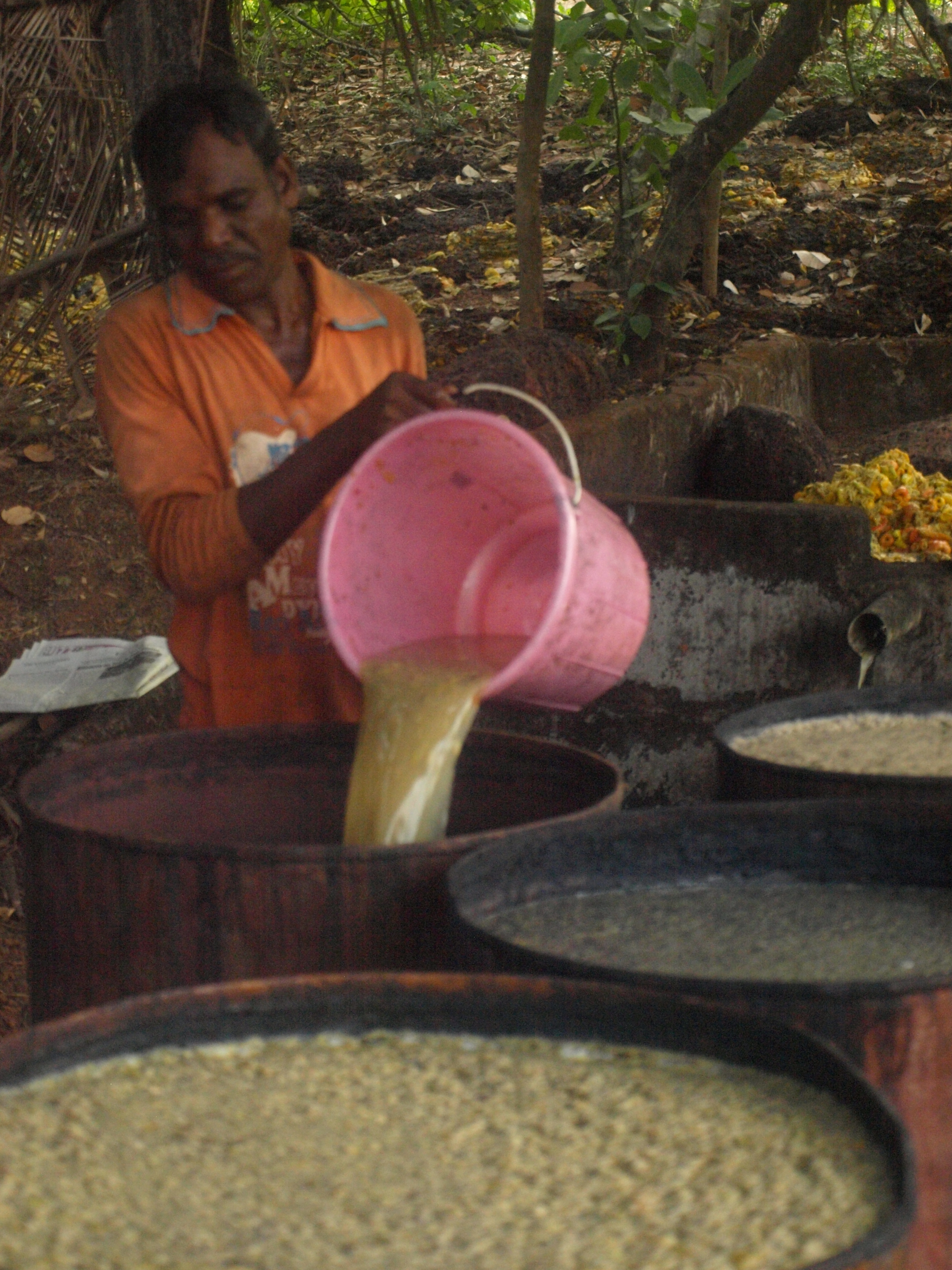
Fermentação de caju

No método tradicional, só são usadas maçãs de caju maduras que caíram naturalmente da árvore. Depois de lhes serem retiradas as sementes, os frutos são postos numa área de esmagamento, chamada colmbi, que geralmente é uma rocha escavada em forma de bacia. Os frutos de caju são então pisados para libertarem o sumo. Este método artesanal tem sido gradualmente substituído por uma +rensa chamada pingre ("caixa"). Em seguida, a polpa é juntada em pequenos montes que são atados para não se desfazerem e por cima dos quais se coloca um peso, tipicamente uma pedra. Ao sumo produzido desta forma chama-se neero e constitui uma bebida refrescante. Seguidamente, o sumo fermenta durante três dias. Tradicionalmente, a fermentação era feita em grandes talhas de barro  chamadas kodem, que são enterradas até meia altura. Atualmente as kodem foram substituídas por recipientes de plástico, mas continuam a não ser usados fermentos artificiais ou nutrientes para ajudar a fermentação.
A destilação é feita em alambiques tradicionais, chamados bhatti, que no passado eram de barro mas entretanto foram substituídos por alambiques de cobre. A produção de fenim de caju envolve duas ou três destilações sucessivas. O produto da primeira destilação do neero chama-se urrak e tem cerca de 15% de álcool. O urrak é seguidamente misturado com neero numa proporção escolhida pelo destilador e é novamente destilado. Desta segunda destilação resulta uma bebida chamada cazulo, a qual também é vendida como fenim. Para alguns o verdadeiro fenim, que muitos consideram demasiado alcoólico para ser bebido, passa ainda por uma terceira destilação.

### Fenim de coco

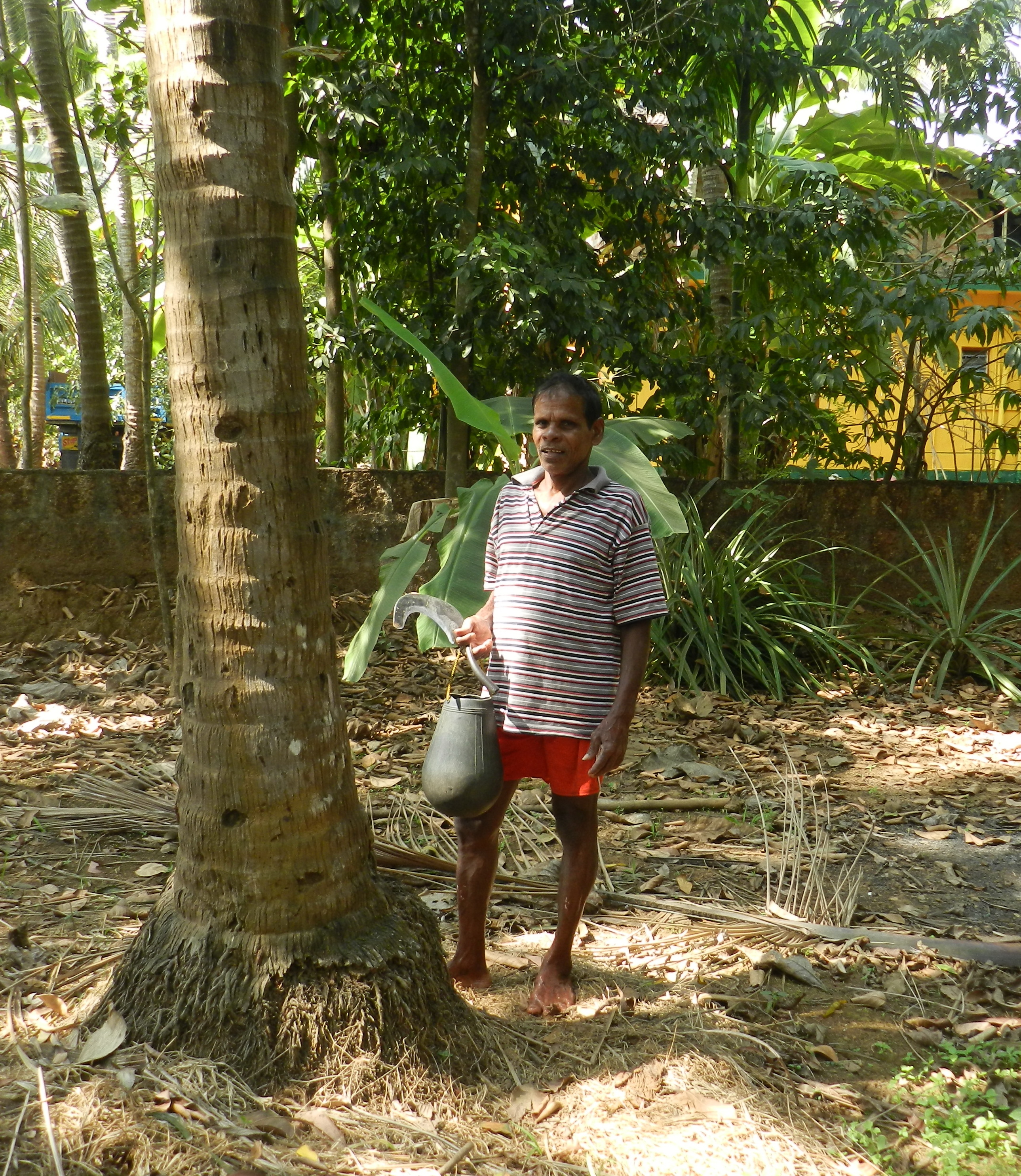
Seringueiro de toddy no sul de Goa

O fenim de coco resulta da destilação de toddy (seiva de coqueiro). Tradicionalmente o toddy é recolhido dos coqueiros por um seringueiro a que chama rendier. A seiva é recolhida nos rebentos ou espádices  das flores do coqueiro. A apanha de toddy é uma atividade praticada no Sudeste Asiático há séculos. A seu«iva é recolhida em potes de barro chamados zamono ou damonem, que são colocados sobre a espádice que cresce a partir da base das folhas do coqueiro. Par produzir toddy, a espádice é firmemente atada com uma corda (gofe) feita com filamentos (vaie) cortados com uma pequena faca (piskathi) da base da folhas, que continuam presos ao pedúnculo. A espádice é batida em toda a volta muito suavemente com o cabo de um kathi (espécie de foice) dia sim dia não até que fique redonda e flexível, um sinal que a seiva está pronta. A ponta da espádice é então cortada para deixar a seiva correr pra o damonem. Todos os dias de manhã e ao fim da tarde, os seringueiros sobem às árvores com um recipiente em forma de cabaça chamado dudhinem, para onde despejam o toddy que está nos damonems. No solo toddy é passado para potes de barro chamados kollso. Ao meio dia é cortado um pequeno pedaço horizontalmente do cimo da espádice chamado cheu, para reativar o fluxo de seiva. O toddy fermenta durante três dias em potes de barro ou de loiça chamados monn ou jhallo.
O fenim de coco é produzido e consumido praticamente só no sul de Goa. Ainda é destilado usando os alambiques tradicionais. A produção de fenim de coco envolve duas destilações. A primeira resulta num líquido chamado mollop, comcerca de 15% de álcool. A segunda destilação é feita com mollop misturado com toddy, numa proporção de 4 para 1. O fenim que é comercializado tem 42,8% de álcool.

## Comércio

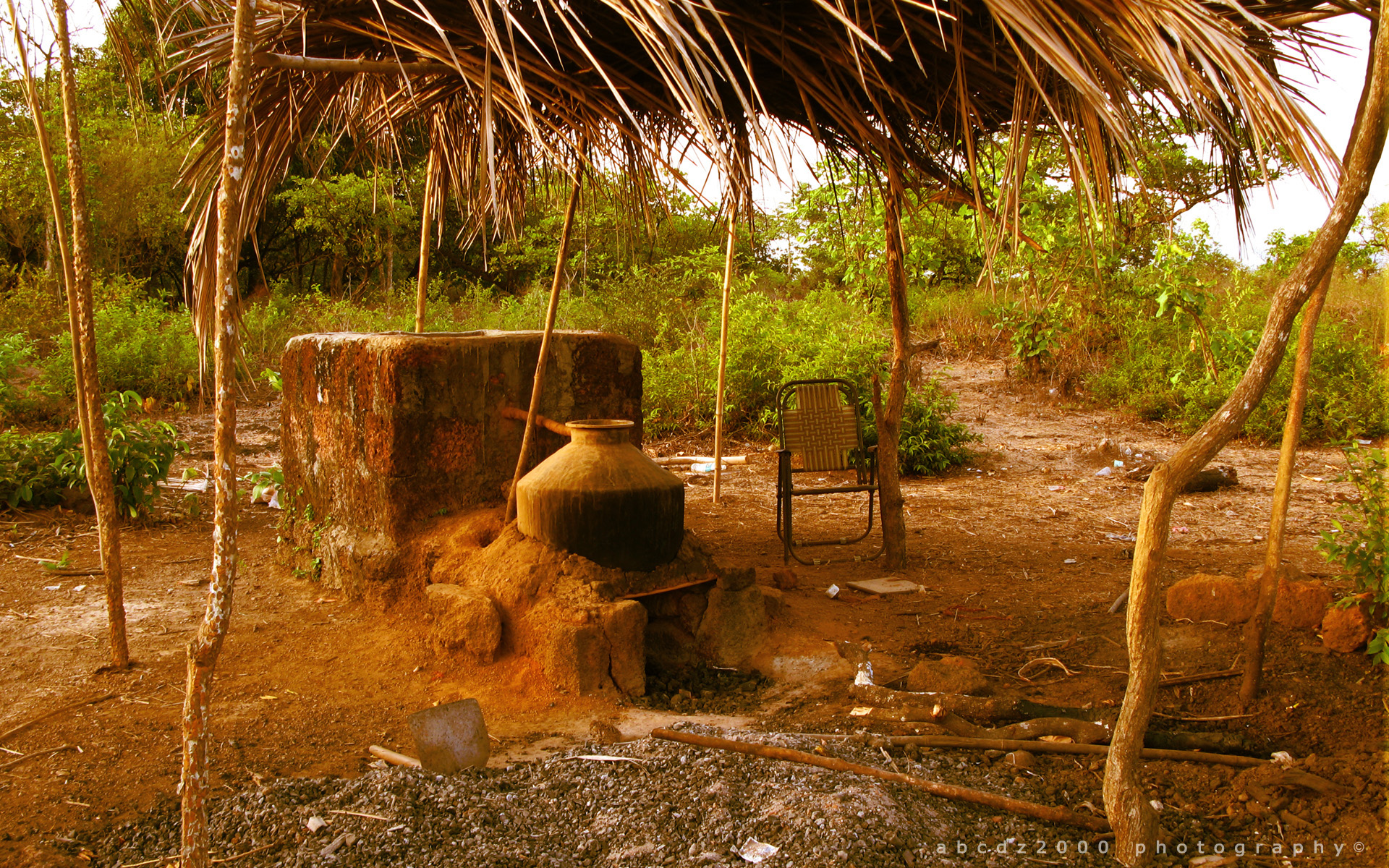
Destilaria tradicional de fenim de caju

A comercialização de fenim é em grande medida desorganizado. Os locais tendem a comprar fenim diretamente pelos inúmeros destiladores tradicionais que têm mini destilarias sazonais nas aldeias de Goa. Uma grande parte do fenim que se produz é vendido diretamente pelos destiladores a tabernas. Em muitos casos, estas relações comerciais são muito antigas, prolongando-se por várias gerações.
O fenim de caju é sazonal, sendo produzido apenas desde o fim de fevereiro até meio de maio. Tanto a produção como o preço estão muito dependentes da colheita do fruto. O fenim de coco é produzido durante todo o ano, pois a recolha de seiva é feita também ao longo de todo o ano. Durante os meses de monção os coqueiros produzem mais toddy do que nos restantes meses, mais secos. A recolha de toddy envolve muita mão de obra, pelo que não é uma profissão muito apelativa, o que tem originado um abaixamento dramático da produção de fenim de coco.
Na parte do mercado mais organizado, há centenas de marcas, que estão orientadas sobretudo para os turistas, embora nos últimos anos os locais tenham vindo lentamente a começar a comprar fenim engarrafado.